# Nathan Borgel
Pour les articles homonymes, voir Borgel.
Nathan Borgel, mort le 29 octobre 1791 à Jérusalem, est un rabbin tunisien qui occupa la fonction de grand-rabbin de Tunisie.

## Biographie
En 1774, il succède à Messaoud-Raphaël El-Fassi en tant que président du tribunal rabbinique et grand-rabbin de Tunisie. À la fin de sa vie, comme de nombreux savants et hommes pieux, il se rend en Terre sainte où il meurt à Jérusalem en 1791.
Il est l'auteur d'un important commentaire talmudique très utilisé en Europe de l'Est, Hoq Nathan (1776) ou Le Droit de Nathan, publié à Livourne,.
Il est le père d'Élie Borgel, qui lui succède en tant que président du tribunal rabbinique et grand-rabbin de Tunisie.